# Влатко Рајковић
Влатко Рајковић (Крагујевац, 1959) српски је предузетник и политичар. Обављао је функцију градоначелника Крагујевца (2000-2004).

## Биографија
Рођен је 16. априла 1959. године у Крагујевцу. Отац Петар Рајковић (1924-1997), партизан и функционер крагујевачке УДБ-е, по професији дипломирани етнолог, а мајка Иванка Рајковић (1930-2000), девојачки Ђурић, радила као руководилац у Предузећу робних кућа Београд, по професији професор.
Основну школу и гимназију завршио у Крагујевцу. Дипломирао 1985. године на Стоматолошком факултету у Београду, а 2009. године економију на Универзитету Сингидунум.
Током своје пословне каријере бавио се професионално стоматологијом, политиком и бизнисом, радећи на више местима у јавном, привредном и невладином сектору. Био члан управног одбора Сорош фонда.
Ожењен Горданом (1960), девојачки Вуковић, педијатром. Има више деце: Матија, Марија, Иванка.
Од 1990. године активно укључен у рад Демократске странке. Један од оснивача градског одбора у Крагујевцу и његов председник од 1995. до 2000. године.
Важио за припадника Ђинђићевог крила, изразито либералног, анационалног и проамерички настројеног.
Као представник Демократске странке обављао низ функција: одборник Скупштине града Крагујевца у више мандата (1996-2009), потпредседник Скупштине града Крагујевца (1996-2000), градоначелник града Крагујевца (2000-2004), посланик у Већу грађана Савезне Републике Југославије (2000-2003), председник Сталне Конференције градова и општина (2003-2004).
Разишао се политички 2004. године са тадашњим новим руководством Демократске странке. Познат по отвореним и жестоким критикама политике председника Бориса Тадића.
Напустио Демократску странку 2012. године. Један од оснивача Нове странке.
Данас се бави приватним бизнисом. Председник је Центра за економску писменост.